# Dothideomycetes
Classe
Les Dothideomycetes sont une classe de champignons, la plus importante et la plus diversifiée dans le groupe des Ascomycètes.

## Caractéristiques
Les Dothideomycètes comptent plus de 32 000 espèces, plus de 2 300 genres et plus de 32 000 familles. Les représentants de cette classe très hétérogène ont adopté la plupart des modes de vie susceptibles d'être rencontrés chez les champignons : espèces saprotrophes, parasites de végétaux ou formant des associations mycorhiziennes, champignons lichénisés, espèces terrestres, parfois saxicoles, ou aquatiques, d'eau douce ou marines… Les formes les plus étudiées sont les espèces pathogènes de végétaux, susceptibles d'occasionner de graves dommages aux récoltes de céréales, de melons, de bananes, de pommes ou de choux, voire à certaines essences forestières ou aux bambous.

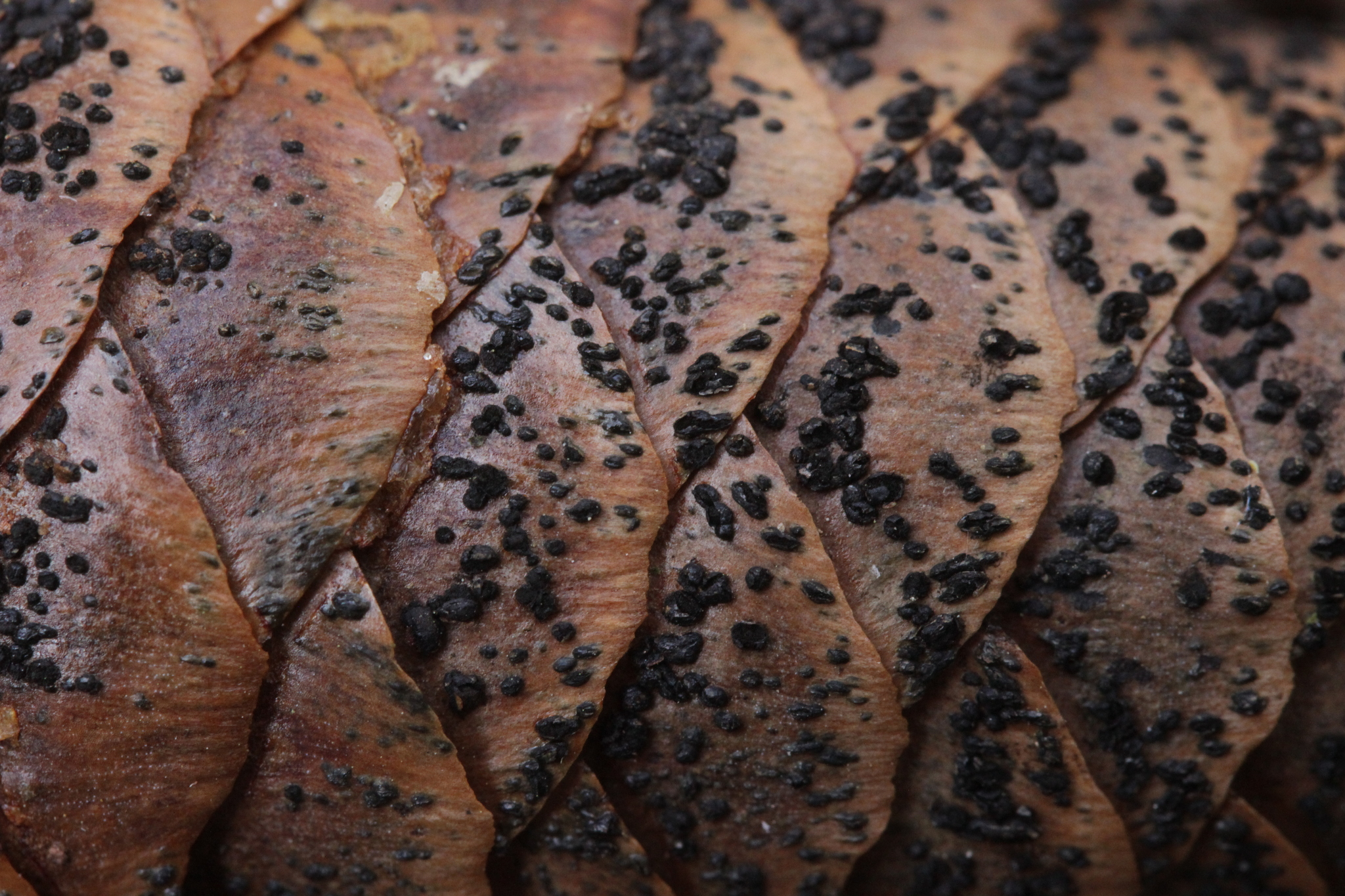
Phragmotrichum chailletii, une espèce de Dothideomycetes saprotrophe des cônes d'Épicéa.

Les fructifications de la plupart des espèces sont des périthèces formant des asques bituniqués. Ces périthèces se forment au sein de stromas préexistants. 
Les Dothydeomycetes était classés autrefois dans les Loculoascomycetes mais les deux groupes ne sont pas exactement équivalents. Les anamorphes se retrouvent généralement dans les Blastosporae sensu lato.

## Taxinomie
Si les études les plus récentes de phylogénie moléculaire confirment le caractère monophylétique de la classe, le nombre, la délimitation des ordres et la position de certains d'entre eux restent fluctuants ou à préciser. Un consensus se dégage toutefois actuellement pour reconnaître l'existence de deux sous-classes et de quelques ordres et taxons de rang inférieur (familles, genres) dont la position est incertaine ou controversée,.

### Liste des taxons inférieurs
Selon MycoBank (4 mars 2025) :
- Abrothallales Pérez-Ort. & Suija, 2014
- Acrospermales Minter, Peredo & A.T. Watson, 2007
- Asterinales M.E. Barr ex D. Hawksw. & O.E. Erikss., 1986
- Asteromella Pass. & Thüm., 1880
- Asterotexales Firmino, O.L. Pereira & Crous, 2015
- Atrosynnema J.W. Xia, X.G. Zhang & Z. Li, 2016
- Aulographales Crous, Spatafora, Haridas & I.V. Grig., 2020
- Aureoconidiellales Hern.-Restr. & Crous, 2020
- Bactrodesmium Cooke, 1883
- Bahugada K.A. Reddy & V. Rao, 1984
- Bahusakala Subram., 1958
- Balladynaceae Boonmee & K.D. Hyde, 2017
- Bezerromycetales J.D.P. Bezerra, Souza-Motta & Crous, 2016
- Bleximothyrium Le Renard, Upchurch, Stockey & Berbee, 2021
- Botryosphaeriales C.L. Schoch, Crous & Shoemaker, 2007
- Brachyconidiella R.F. Castañeda & W.B. Kendr., 1990
- Braunomyces Melnik & Crous, 2014
- Brevicatenospora R.F. Castañeda, Minter & Saikawa, 2006
- Camarosporula Petr., 1954
- Capsicispora J.Y. Wang, Yu M. Cai & X.G. Zhang, 2016
- Catinellales Ekanayaka, K.D. Hyde & Ariyaw., 2020
- Cenococcum Moug. & Fr., 1829
- Ceratonema Roth, 1800
- Ceratonema Pers., 1822
- Cladoriellales Crous, 2017
- Cladosporiales Abdollahz. & Crous, 2020
- Cleistosphaeraceae Boonmee & K.D. Hyde, 2017
- Comminutisporales Abdollahz. & Crous, 2020
- Coniosporiales Crous, Spatafora, Haridas & I.V. Grig., 2020
- Coniothyriopsiella Bender, 1932
- Cryomyces Selbmann, de Hoog, Mazzaglia, Friedmann & Onofri, 2005
- Cyclothyrium Petr., 1923
- Dendryphiopsis S. Hughes, 1953
- Didymochora Höhn., 1918
- Dilophospora Desm., 1840
- Diplocladiella G. Arnaud ex M.B. Ellis, 1976
- Discothecium Zopf, 1897
- Disculina Höhn., 1916
- Dothideomycetidae P.M. Kirk, P.F. Cannon, J.C. David & Stalpers ex C.L. Schoch, Spatafora, Crous & Shoemaker, 2007
- Dyfrolomycetales K.L. Pang, K.D. Hyde & E.B.G. Jones, 2013
- Dysrhynchaceae Boonmee & K.D. Hyde, 2017
- Eremithallales Lücking & Lumbsch, 2008
- Eremomycetales Crous, Spatafora, Haridas & I.V. Grig., 2020
- Exosporina Oudem., 1905
- Floridaphiala Venkateswaran, A.M. Chander & N.K. Singh, 2022
- Hansfordiellopsis Deighton, 1960
- Hiospira R.T. Moore, 1962
- Holmiellales Maharachch. & Wanas., 2021
- Homortomycetales Maharachch. & Wanas., 2021
- Hyalomeliolinaceae Boonmee & K.D. Hyde, 2017
- Iledon Samuels & J.D. Rogers, 1986
- Isomunkia Theiss. & Syd., 1915
- Italiofungus Crous, 2020
- Jahnulales K.L. Pang, Abdel-Wahab, El-Shar., E.B.G. Jones & Sivichai, 2002
- Kirschsteiniella Petr., 1923
- Kirschsteiniotheliales Hern.-Restr., R.F. Castañeda, Gené & Crous, 2017
- Lembosinales Crous, 2019
- Lembosiniella Crous, 2019
- Lichenoconiaceae Diederich & Lawrey, 2013
- Lichenoconiales Diederich, Lawrey & K.D. Hyde, 2013
- Lichenotheliales K. Knudsen, Muggia & K.D. Hyde, 2013
- Lineolatales Crous, Spatafora, Haridas & I.V. Grig., 2020
- Macmillanina Kuntze, 1898
- Marquesius L.B. Conc., R.F. Castañeda & Gusmao, 2018
- Megaloseptoria Naumov, 1925
- Minutisphaerales Raja, Oberlies, Shearer & A.N. Mill., 2015
- Monoblastiales Lücking, M.P. Nelsen & K.D. Hyde, 2013
- Monodictys S. Hughes, 1958
- Murramarangomycetales Crous, 2017
- Muyocopronales Mapook, Boonmee & K.D. Hyde, 2016
- Naemostroma Höhn., 1919
- Natipusillales Raja, Shearer, A.N. Mill. & K.D. Hyde, 2013
- Nematotheciaceae Boonmee & K.D. Hyde, 2017
- Neoanungitea Crous, 2017
- Neocelosporiales Crous, 2018
- Neodactylariales H. Zheng & Z.F. Yu, 2020
- Neoparodiaceae Boonmee & K.D. Hyde, 2017
- Neophaeothecales Abdollahz. & Crous, 2020
- Neosonderhenia Crous, 2019
- Neothyriopsis Crous, 2019
- Nowamycetaceae Crous, 2019
- Oncopodiella G. Arnaud ex Rifai, 1965
- Palawaniaceae Mapook & K.D. Hyde, 2016
- Paranectriellaceae S. Boonmee & K.D. Hyde, 2013
- Parmulariales D.Q. Dai & K.D. Hyde, 2018
- Patellariales D. Hawksw. & O.E. Erikss., 1986
- Peltaster Syd. & P. Syd., 1917
- Penidiellopsis Sand.-Den., Gené, Deanna A. Sutton & Guarro, 2016
- Phaeodimeriellaceae Boonmee, Mapook & K.D. Hyde, 2017
- Phaeothecales Abdollahz. & Crous, 2020
- Phaeotrichales Ariyaw., J.K. Liu & K.D. Hyde, 2013
- Phanerococculus Cif., 1954
- Plectophoma Höhn., 1907
- Pleomonodictydaceae Hern.-Restr., J. Mena & Gené, 2017
- Pleosporomycetidae C.L. Schoch, Spatafora, Crous & Shoemaker, 2007
- Pleurostromella Petr., 1922
- Pododimeriaceae Boonmee & K.D. Hyde, 2017
- Polyclypeolinaceae Boonmee & K.D. Hyde, 2017
- Porterula Speg., 1920
- Protographum Le Renard, Upchurch, Stockey & Berbee, 2020
- Pseudoarthrographis Crous & Thangavel, 2018
- Pseudorobillardaceae Crous, 2019
- Racodiales Abdollahz. & Crous, 2020
- Repetophragma Subram., 1992
- Rhagadodidymellopsis Fern.-Brime, Gaya, Llimona & Nav.-Ros., 2020
- Rhizodiscinaceae Crous, Spatafora, Haridas & I.V. Grig., 2020
- Rhizopycnis D.F. Farr, 1998
- Rupestriomyces Lei Su, Li Y. Guo & Xing Z. Liu, 2015
- Saxomyces Selbmann & Isola, 2017
- Septonema Corda, 1837
- Seuratiaceae Vuill. ex M.E. Barr, 1987
- Seynesiopeltidaceae K.D. Hyde, 2013
- Spissiomyces Lei Su, Li Y. Guo & Xing Z. Liu, 2015
- Stictochorella Höhn., 1917
- Stictochorellina Petr., 1922
- Stigmatodiscales Voglmayr & Jaklitsch, 2016
- Stomatogenaceae Boonmee & K.D. Hyde, 2017
- Stomatothyrium Le Renard, Upchurch, Stockey & Berbee, 2021
- Strigulales Lücking, M.P. Nelsen & K.D. Hyde, 2013
- Superstratomycetales van Nieuwenh., Miądl., Houbraken, Adan, Lutzoni & Samson, 2021
- Thyrinulaceae X.Y. Zeng, Hongsanan & K.D. Hyde, 2020
- Toroaceae Boonmee & K.D. Hyde, 2017
- Trypetheliales Lücking, Aptroot & Sipman, 2008
- Tubeufiales Boonmee & K.D. Hyde, 2014
- Valsariales Jaklitsch, K.D. Hyde & Voglmayr, 2015
- Wiesneriomycetales J.D.P. Bezerra, R.J.V. Oliveira, Souza-Motta, J.Z. Groenew. & Crous, 2016
- Zeloasperisporiales Hongsanan & K.D. Hyde, 2015

### Liste des ordres
Selon le Catalogue of Life (4 mars 2025) :
- Abrothallales
- Acrospermales
- Asterinales
- Asterotexales
- Aureoconidiellales
- Bezerromycetales
- Botryosphaeriales
- Capnodiales
- Cladoriellales
- Cladosporiales
- Collemopsidiales
- Comminutisporales
- Coniosporiales
- Dothideales
- Dyfrolomycetales
- Eremithallales
- Hysteriales
- Jahnulales
- Lembosinales
- Lichenoconiales
- Lichenotheliales
- Lineolatales
- Microthyriales
- Minutisphaerales
- Monoblastiales
- Muyocopronales
- Mycosphaerellales
- Myriangiales
- Mytilinidiales
- Natipusillales
- Neodactylariales
- Neophaeothecales
- Patellariales
- Phaeothecales
- Phaeotrichales
- Pleosporales
- Stigmatodiscales
- Strigulales
- Superstratomycetales
- Tirisporellales
- Trypetheliales
- Tubeufiales
- Valsariales
- Venturiales
- Wiesneriomycetales
- Zeloasperisporiales

### Familles non-classées
Selon le Catalogue of Life (4 mars 2025) :
- Alinaceae
- Argynnaceae
- Balladynaceae
- Cleistosphaeraceae
- Cookellaceae
- Dysrhynchaceae
- Englerulaceae
- Eremomycetaceae
- Eriomycetaceae
- Euantennariaceae
- Fenestellaceae
- Homortomycetaceae
- Hyalomeliolinaceae
- Leptopeltidaceae
- Meliolinaceae
- Mesnieraceae
- Naetrocymbaceae
- Nematotheciaceae
- Neocelosporiaceae
- Neoparodiaceae
- Nowamycetaceae
- Palawaniaceae
- Paranectriellaceae
- Parodiellaceae
- Parodiopsidaceae
- Perisporiopsidaceae
- Phaeodimeriellaceae
- Pleomonodictydaceae
- Pododimeriaceae
- Polyclypeolinaceae
- Polystomellaceae
- Protoscyphaceae
- Pseudoperisporiaceae
- Rhizodiscinaceae
- Schizothyriaceae
- Seuratiaceae
- Seynesiopeltidaceae
- Stomatogenaceae
- Testudinaceae
- Toroaceae
- Trichopeltinaceae
- Vizellaceae

### Genres non-classés
Selon le Catalogue of Life (4 mars 2025) :
- Achorella
- Acrogenotheca
- Aenigmatomyces
- Alascospora
- Allophaeosphaeria
- Allosoma
- Amylirosa
- Aplosporidium
- Ascominuta
- Ascomycetella
- Ascoronospora
- Ascostratum
- Asteromella
- Atrosynnema
- Austropleospora
- Bactrodesmium
- Bahugada
- Bahusakala
- Belizeana
- Bertossia
- Biciliopsis
- Bleximothyrium
- Botryohypoxylon
- Brachyconidiella
- Braunomyces
- Brevicatenospora
- Brooksia
- Bryopelta
- Bryorella
- Bryosphaeria
- Bryostroma
- Bryothele
- Buelliella
- Byssogene
- Calyptra
- Camarosporula
- Capillataspora
- Capnogonium
- Capsicispora
- Catinella
- Catulus
- Ceratocarpia
- Cercidospora
- Cerodothis
- Chaetoscutula
- Chermomyces
- Ciferriomyces
- Clypeostroma
- Coccochora
- Coccochorella
- Colensoniella
- Coniothyriopsis
- Crauatamyces
- Cryomyces
- Cyclothyrium
- Cyrtidula
- Cyrtopsis
- Dangeardiella
- Dawsomyces
- Dawsophila
- Dermatodothella
- Dermatodothis
- Dianesea
- Didymocyrtidium
- Didymopleella
- Dilophia
- Dilophospora
- Diplochorina
- Dolabra
- Elmerinula
- Endococcus
- Epibotrys
- Exosporina
- Floridaphiala
- Fragosoa
- Gilletiella
- Globoa
- Gloeodiscus
- Grandigallia
- Griggsia
- Hansfordiellopsis
- Harknessiella
- Heleiosa
- Heptameria
- Heterosphaeriopsis
- Hiospira
- Homostegia
- Hyalocrea
- Hyalosphaera
- Hyalotexis
- Hypobryon
- Hysterographium
- Hysteropeltella
- Hysteropsis
- Iledon
- Isomunkia
- Italiofungus
- Kamalomyces
- Karschia
- Keratosphaera
- Kirschsteiniella
- Koordersiella
- Kusanobotrys
- Lanatosphaera
- Laterotheca
- Lazarenkoa
- Lembosiniella
- Leptospora
- Leveillina
- Licopolia
- Lidophia
- Limaciniopsis
- Longiseptatispora
- Lophiosphaerella
- Manoharachariella
- Marquesius
- Melanochlamys
- Microcyclella
- Microdothella
- Minteriella
- Monoblastiopsis
- Montagnella
- Muellerites
- Mycocryptospora
- Mycoglaena
- Mycopepon
- Mycoporopsis
- Mycothyridium
- Myriangiopsis
- Myriostigmella
- Neoanungitea
- Neopeckia
- Neosonderhenia
- Neothyriopsis
- Neoventuria
- Norrlinia
- Otthia
- Otthiella
- Paraliomyces
- Parmulariella
- Passerinula
- Peltaster
- Penidiellopsis
- Peroschaeta
- Phaeocyrtidula
- Phaeopeltosphaeria
- Phaeosclera
- Phaeospora
- Phaeotomasellia
- Phanerococculus
- Phanerococcus
- Philobryon
- Philonectria
- Phragmoscutella
- Phycorella
- Physalosporopsis
- Placodothis
- Placostromella
- Plagiophiale
- Plagiostromella
- Plectophoma
- Pleiostomellina
- Pleosphaerellula
- Pleosphaeropsis
- Pleosporomyces
- Pleostigma
- Pleotrichiella
- Pleurostromella
- Podoconis
- Polhysterium
- Polysporidiella
- Polystomellopsis
- Porterula
- Prolisea
- Protographum
- Pseudoarthrographis
- Pseudomorfea
- Pseudonitschkia
- Pseudopleospora
- Pseudoramichloridium
- Pseudorobillarda
- Pseudosphaeria
- Pteridiospora
- Pteropus
- Punctillum
- Pycnocarpon
- Pyrenochaeta
- Pyrenochium
- Pyrenocyclus
- Pyrenostigme
- Quasiphoma
- Racovitziella
- Repetophragma
- Rhagadodidymellopsis
- Rhopographus
- Rosellinula
- Roumegueria
- Sampaioa
- Santiella
- Saxomyces
- Scleroconidioma
- Scolecobonaria
- Semifissispora
- Semisphaeria
- Septonema
- Septoriella
- Soloacrosporiella
- Sporidesmioides
- Sporidesmium
- Stanjehughesia
- Stictochorella
- Stictochorellina
- Stomatothyrium
- Stuartella
- Syrropeltis
- Teichosporella
- Teratoschaeta
- Thalassoascus
- Thryptospora
- Thyrospora
- Tilakiella
- Tomeoa
- Tremateia
- Tyrannosorus
- Vizellopsis
- Westea
- Wettsteinina
- Wongia
- Xylosphaeria
- Yoshinagella
- Zymoseptoria